# Ferrari Horses
"Ferrari Horses" is een nummer van het Britse hiphopcollectief D-Block Europe met de Britse zanger Raye. Het werd in 2021 als single uitgebracht van D-Block Europe's album The Blue Print: Us vs. Them uit 2020, bereikte nummer 14 in de UK Singles Chart en werd platina gecertificeerd door de British Phonographic Industry (BPI). In 2023 werd het geremixt door de Britse DJ en producer Cassö en kreeg het een nieuwe titel "Prada", dat hoger scoorde in het Verenigd Koninkrijk en werd internationaal een grote hit, mede dankzij de app TikTok. 

## Cassö-remix
Cassö plaatste in mei 2023 een onofficiële remix van "Ferrari Horses" op zijn TikTok, die viraal ging op de app. Het heette officieel "Prada" en werd op 11 augustus 2023 als single uitgebracht. De single stond tot nu toe bovenaan de hitlijsten in België, Duitsland, Ierland, Zweden en Nederland, en kwam in de top tien terecht in Oostenrijk, Finland, Letland, Litouwen, Noorwegen, Zwitserland, Australië en het Verenigd Koninkrijk.

## Hitlijsten

### Nederlandse Top 40
| Hitnotering: 26-08-2023 tot heden | Hitnotering: 26-08-2023 tot heden | Hitnotering: 26-08-2023 tot heden | Hitnotering: 26-08-2023 tot heden | Hitnotering: 26-08-2023 tot heden | Hitnotering: 26-08-2023 tot heden | Hitnotering: 26-08-2023 tot heden | Hitnotering: 26-08-2023 tot heden | Hitnotering: 26-08-2023 tot heden | Hitnotering: 26-08-2023 tot heden | Hitnotering: 26-08-2023 tot heden | Hitnotering: 26-08-2023 tot heden | Hitnotering: 26-08-2023 tot heden | Hitnotering: 26-08-2023 tot heden | Hitnotering: 26-08-2023 tot heden | Hitnotering: 26-08-2023 tot heden | Hitnotering: 26-08-2023 tot heden | Hitnotering: 26-08-2023 tot heden | Hitnotering: 26-08-2023 tot heden | Hitnotering: 26-08-2023 tot heden | Hitnotering: 26-08-2023 tot heden |
| Week:                             | 1                                 | 2                                 | 3                                 | 4                                 | 5                                 | 6                                 | 7                                 | 8                                 | 9                                 | 10                                | 11                                | 12                                | 13                                | 14                                | 15                                | 16                                | 17                                | 18                                | 19                                | 20                                |
| --------------------------------- | --------------------------------- | --------------------------------- | --------------------------------- | --------------------------------- | --------------------------------- | --------------------------------- | --------------------------------- | --------------------------------- | --------------------------------- | --------------------------------- | --------------------------------- | --------------------------------- | --------------------------------- | --------------------------------- | --------------------------------- | --------------------------------- | --------------------------------- | --------------------------------- | --------------------------------- | --------------------------------- |
| Positie:                          | 38                                | 16                                | 13                                | 8                                 | 4                                 | 3                                 | 2                                 | 2                                 | 2                                 | 2                                 | 3                                 | 3                                 | 3                                 | 3                                 | 3                                 | 4                                 | 4                                 | 9                                 | 10                                | 12                                |

### NederlandseSingle Top 100
| Hitnotering: 19-08-2023 tot heden | Hitnotering: 19-08-2023 tot heden | Hitnotering: 19-08-2023 tot heden | Hitnotering: 19-08-2023 tot heden | Hitnotering: 19-08-2023 tot heden | Hitnotering: 19-08-2023 tot heden | Hitnotering: 19-08-2023 tot heden | Hitnotering: 19-08-2023 tot heden | Hitnotering: 19-08-2023 tot heden | Hitnotering: 19-08-2023 tot heden | Hitnotering: 19-08-2023 tot heden | Hitnotering: 19-08-2023 tot heden | Hitnotering: 19-08-2023 tot heden | Hitnotering: 19-08-2023 tot heden | Hitnotering: 19-08-2023 tot heden | Hitnotering: 19-08-2023 tot heden | Hitnotering: 19-08-2023 tot heden | Hitnotering: 19-08-2023 tot heden | Hitnotering: 19-08-2023 tot heden | Hitnotering: 19-08-2023 tot heden | Hitnotering: 19-08-2023 tot heden |
| Week:                             | 1                                 | 2                                 | 3                                 | 4                                 | 5                                 | 6                                 | 7                                 | 8                                 | 9                                 | 10                                | 11                                | 12                                | 13                                | 14                                | 15                                | 16                                | 17                                | 18                                | 19                                | 20                                |
| --------------------------------- | --------------------------------- | --------------------------------- | --------------------------------- | --------------------------------- | --------------------------------- | --------------------------------- | --------------------------------- | --------------------------------- | --------------------------------- | --------------------------------- | --------------------------------- | --------------------------------- | --------------------------------- | --------------------------------- | --------------------------------- | --------------------------------- | --------------------------------- | --------------------------------- | --------------------------------- | --------------------------------- |
| Positie:                          | 49                                | 10                                | 2                                 | 1                                 | 1                                 | 1                                 | 1                                 | 1                                 | 3                                 | 1                                 | 2                                 | 2                                 | 2                                 | 2                                 | 4                                 | 2                                 | 3                                 | 12                                | 14                                | 34                                |
| Week:                             | 21                                | 22                                | 23                                | 24                                | 25                                | 26                                | 27                                | 28                                | 29                                | 30                                | 31                                | 32                                |                                   |                                   |                                   |                                   |                                   |                                   |                                   |                                   |
| Positie:                          | 2                                 | 3                                 | 4                                 | 6                                 | 8                                 | 17                                | 19                                | 22                                | 25                                | 20                                | 23                                |                                   |                                   |                                   |                                   |                                   |                                   |                                   |                                   |                                   |

### Ultratop 50 Vlaanderen
| Hitnotering: 26-08-2023 tot 20-07-2024 05-01-2025 tot 12-01-2025 | Hitnotering: 26-08-2023 tot 20-07-2024 05-01-2025 tot 12-01-2025 | Hitnotering: 26-08-2023 tot 20-07-2024 05-01-2025 tot 12-01-2025 | Hitnotering: 26-08-2023 tot 20-07-2024 05-01-2025 tot 12-01-2025 | Hitnotering: 26-08-2023 tot 20-07-2024 05-01-2025 tot 12-01-2025 | Hitnotering: 26-08-2023 tot 20-07-2024 05-01-2025 tot 12-01-2025 | Hitnotering: 26-08-2023 tot 20-07-2024 05-01-2025 tot 12-01-2025 | Hitnotering: 26-08-2023 tot 20-07-2024 05-01-2025 tot 12-01-2025 | Hitnotering: 26-08-2023 tot 20-07-2024 05-01-2025 tot 12-01-2025 | Hitnotering: 26-08-2023 tot 20-07-2024 05-01-2025 tot 12-01-2025 | Hitnotering: 26-08-2023 tot 20-07-2024 05-01-2025 tot 12-01-2025 | Hitnotering: 26-08-2023 tot 20-07-2024 05-01-2025 tot 12-01-2025 | Hitnotering: 26-08-2023 tot 20-07-2024 05-01-2025 tot 12-01-2025 | Hitnotering: 26-08-2023 tot 20-07-2024 05-01-2025 tot 12-01-2025 | Hitnotering: 26-08-2023 tot 20-07-2024 05-01-2025 tot 12-01-2025 | Hitnotering: 26-08-2023 tot 20-07-2024 05-01-2025 tot 12-01-2025 | Hitnotering: 26-08-2023 tot 20-07-2024 05-01-2025 tot 12-01-2025 | Hitnotering: 26-08-2023 tot 20-07-2024 05-01-2025 tot 12-01-2025 | Hitnotering: 26-08-2023 tot 20-07-2024 05-01-2025 tot 12-01-2025 | Hitnotering: 26-08-2023 tot 20-07-2024 05-01-2025 tot 12-01-2025 | Hitnotering: 26-08-2023 tot 20-07-2024 05-01-2025 tot 12-01-2025 |
| Week:                                                            | 1                                                                | 2                                                                | 3                                                                | 4                                                                | 5                                                                | 6                                                                | 7                                                                | 8                                                                | 9                                                                | 10                                                               | 11                                                               | 12                                                               | 13                                                               | 14                                                               | 15                                                               | 16                                                               | 17                                                               | 18                                                               | 19                                                               | 20                                                               |
| ---------------------------------------------------------------- | ---------------------------------------------------------------- | ---------------------------------------------------------------- | ---------------------------------------------------------------- | ---------------------------------------------------------------- | ---------------------------------------------------------------- | ---------------------------------------------------------------- | ---------------------------------------------------------------- | ---------------------------------------------------------------- | ---------------------------------------------------------------- | ---------------------------------------------------------------- | ---------------------------------------------------------------- | ---------------------------------------------------------------- | ---------------------------------------------------------------- | ---------------------------------------------------------------- | ---------------------------------------------------------------- | ---------------------------------------------------------------- | ---------------------------------------------------------------- | ---------------------------------------------------------------- | ---------------------------------------------------------------- | ---------------------------------------------------------------- |
| Positie:                                                         | 45                                                               | 31                                                               | 22                                                               | 16                                                               | 11                                                               | 7                                                                | 6                                                                | 6                                                                | 1                                                                | 1                                                                | 1                                                                | 3                                                                | 2                                                                | 1                                                                | 2                                                                | 1                                                                | 1                                                                | 4                                                                | 4                                                                | 1                                                                |
| Week:                                                            | 21                                                               | 22                                                               | 23                                                               | 24                                                               | 25                                                               | 26                                                               | 27                                                               | 28                                                               | 29                                                               | 30                                                               | 31                                                               | 32                                                               | 33                                                               | 34                                                               | 35                                                               | 36                                                               | 37                                                               | 38                                                               | 39                                                               | 40                                                               |
| Positie:                                                         | 3                                                                | 4                                                                | 3                                                                | 3                                                                | 3                                                                | 4                                                                | 6                                                                | 6                                                                | 6                                                                | 6                                                                | 7                                                                | 13                                                               | 18                                                               | 16                                                               | 19                                                               | 23                                                               | 27                                                               | 28                                                               | 26                                                               | 29                                                               |
| Week:                                                            | 41                                                               | 42                                                               | 43                                                               | 44                                                               | 45                                                               | 46                                                               | 47                                                               |                                                                  | 48                                                               |                                                                  |                                                                  |                                                                  |                                                                  |                                                                  |                                                                  |                                                                  |                                                                  |                                                                  |                                                                  |                                                                  |
| Positie:                                                         | 38                                                               | 38                                                               | 31                                                               | 39                                                               | 31                                                               | 37                                                               | 41                                                               | uit                                                              | 46                                                               |                                                                  |                                                                  |                                                                  |                                                                  |                                                                  |                                                                  |                                                                  |                                                                  |                                                                  |                                                                  |                                                                  |